# Leiomano

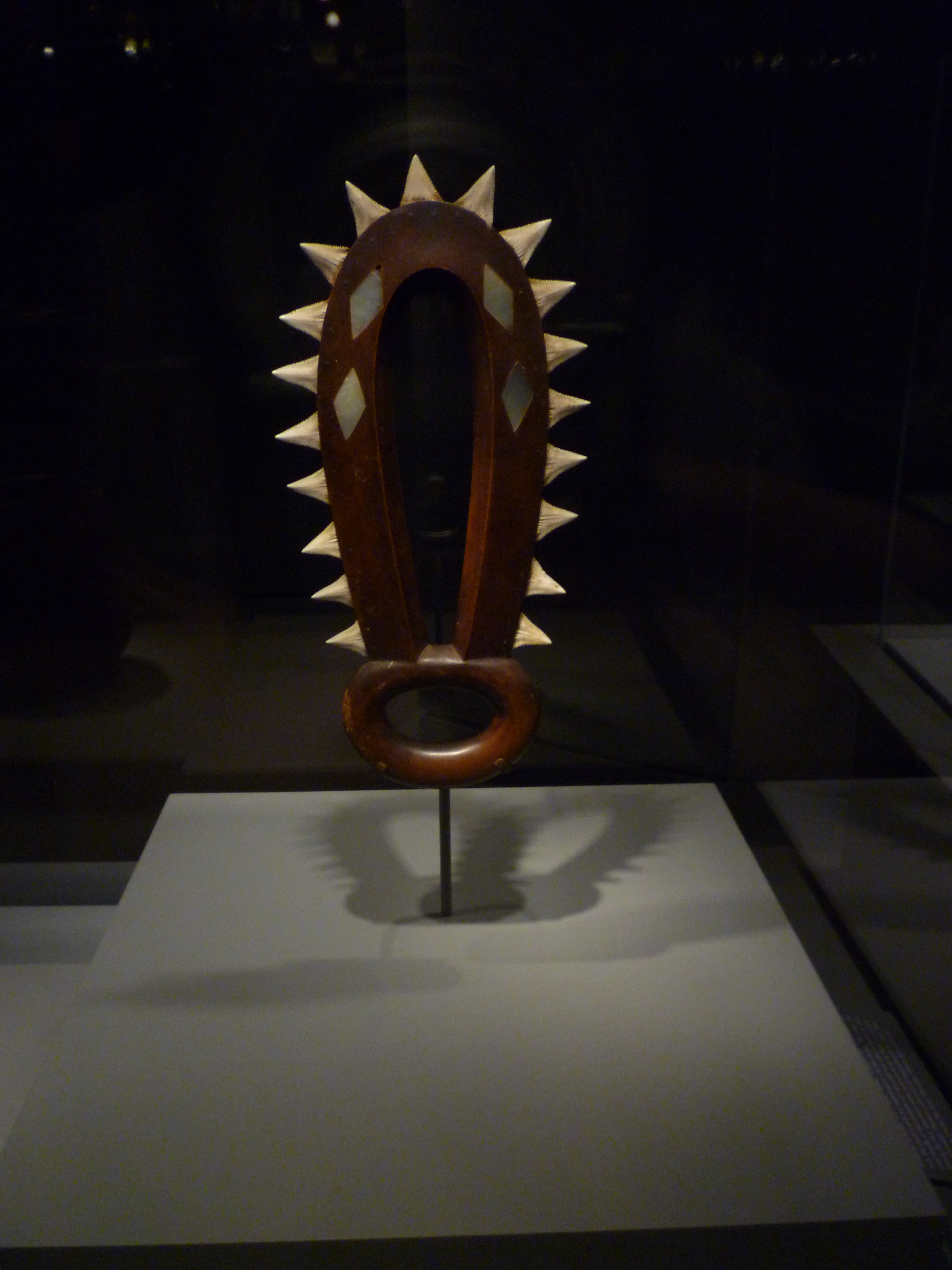
Leiomano hawaiano en un museo.

El leiomano es un arma con dientes de tiburón, utilizado por varias tribus polinesias incluidos los maoríes de Nueva Zelanda y los hawaianos nativos.
Leiomano es una palabra procedente de la lengua hawaiana y puede haber derivado de lei o manō, que significa "lei de tiburón".
El arma se asemeja a una gruesa paleta de ping-pong con dientes de tiburón insertados en el grosor. Los dientes más utilizados son los del tiburón tigre. Estos dientes se colocan en las ranuras del grueso de la pala y allí son cosidos. La punta del asa también puede llevar incrustado un pico de pez vela para utilizarlo como una daga. El arma funciona como un garrote con filo, de forma similar a la macana incrustada con obsidiana de las culturas mesoamericanas precolombinas.

## América del Norte
Un arma culturalmente vinculada y de forma similar al leiomano fue encontrada en Cahokia en 1948 por Gregory Perino. Muy dañada por un arado, el arma estaba compuesta por 8 dientes de tiburón tallados en pedernal y 5 dientes de tiburón reales (en ambos casos los dientes estaban relacionados con los del tiburón blanco).